# WAZA小组
WAZA小组是个实验新媒体艺术的平台，由胡戈WAZA（又名胡斐）于2002年于武汉创立,与骨干成员王焕组成的年轻艺术家组合。小组作品包括结合照片，影像，声音，新媒体等技术的大型雕塑装置到根据不同地点而设置的影像和声音项目，这个年轻的团队在中国新生代艺术家中脱颖而出，将艺术的概念推向一个新的高度。
WAZA小组曾经在中国，欧洲，日本等地举行过展览和交流活动，也曾参与过国际项目包括有98利物浦国际电子艺术节演奏会；Sonar 2004 第十一届巴塞隆纳国际声音艺术与多媒体艺术祭市区展演；CCCB声音艺术暨音乐时尚媒介研讨会举行于巴塞隆纳现代艺术中心；第37届荷兰鹿特丹国际电影节实验短片展映单元于荷兰WORM影院展出，作品”从何说起”也在爱尔兰的都柏林举行的2009国际先锋录像节上首次展示。WAZA也参予教育活动，包括由尤伦斯当代艺术中心主办的“创意影像实验计划”及德国和中国友好合作文化交流活动“德中同行－城市的公共空间”等。

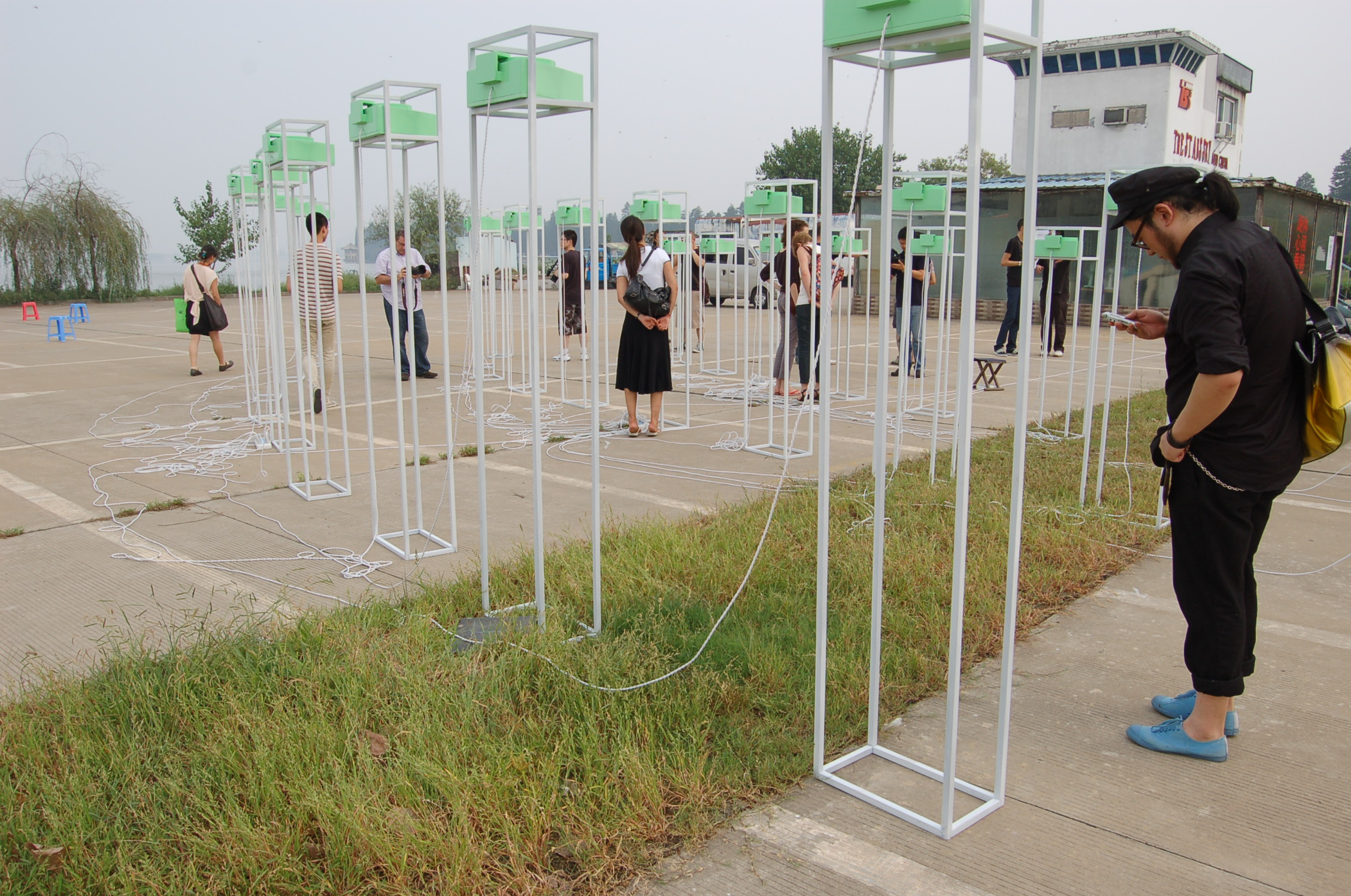
《三十個流浪藝人》

作品《三十个流浪艺人》，WAZA挑选并收集了30个民间艺人的资料和声音創造了這個多媒体档案資料装置。制作前期，WAZA小組花了差不多約一年时间跟中国内地生活在社会边缘的民间艺人进行比较深入的接触，收集他们的各種有關资料。包括了照片、声音、影像，文字和个人物件等作为档案素材，最終选出30个代表進行製作。项目目的是想保存这些艺人的声音艺术，提醒社会關注这即将消失的艺术形式／群體。該项目廣泛的受到国内，香港和国外艺术界的报导关注（詳細请参考見參），项目现正不断在各大城市巡回展示，已经分别在武汉东湖，上海民生美术馆、北京FAT ART 2010 (三里屯)以及在美国纽约阿拉里奥画廊展出。

## 部分展览活动

### 1998
- 98利物浦国际电子艺术演奏会 ／利物浦，英国

### 2004
- Sonar 2004 第十一届巴塞隆纳国际声音艺术与多媒体艺术祭市区展演／巴塞隆纳，西班牙

### 2005
- CCCB声音艺术暨音乐时尚媒介研讨会，巴塞隆纳现代艺术中心／西班牙

### 2006

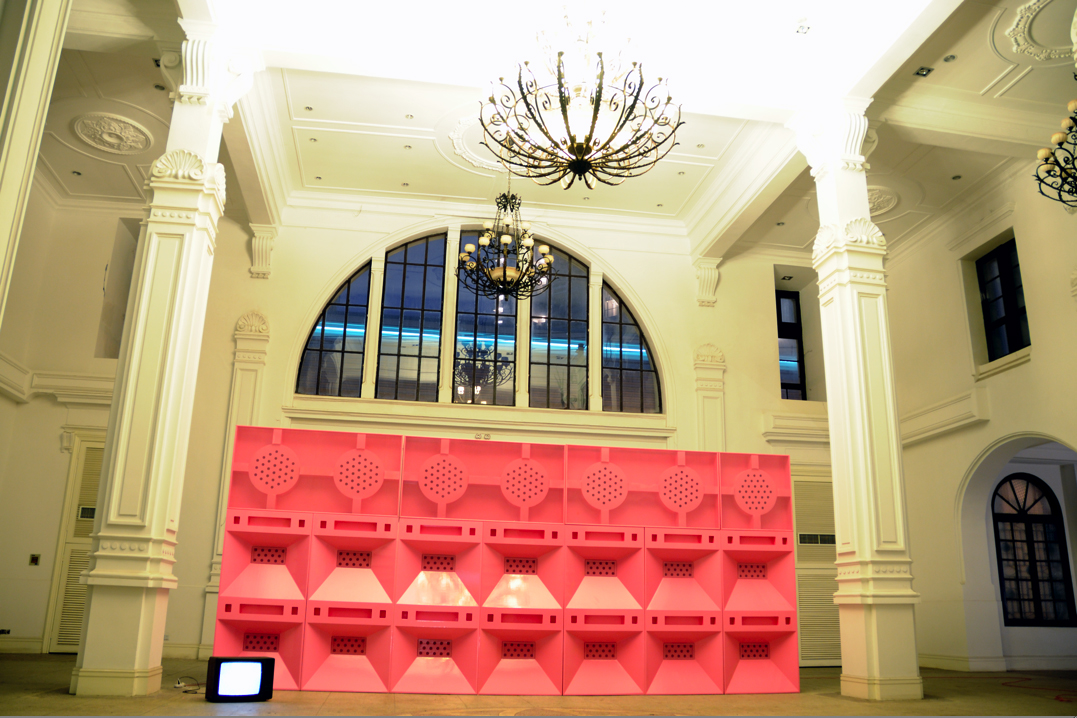
<中国内地老城区媒体改造计划>现场

- 超验中国 阿拉里奥／北京

### 2007
- WAZA KUYA Tokyo-gallery+BTAP[7]

### 2008
- 第37届荷兰鹿特丹国际电影节实验短片展映单元, 荷兰鹿丹WORM 影院／荷兰

- WAZA UHCMP未来英雄纪念碑媒体计划启动展 Tokyo-gallery+BTAP

- 创意影像实验计划 UCCA

- 没有要讲的故事国际青年艺术家邀请展 当代唐人艺术中心[8]

- 上海艺术博览会国际当代艺术展 上海展览中心

- 未定，当代艺术展 Yuanfen新媒体艺术空间[9]

- WAZA 血脉No Wave 阿拉里奥[10]／北京

- “其他活动”多媒体活动周展 美术文献艺术中心／中国

- “你好，忧愁”年轻艺术家群展 当代唐人艺术中心／曼谷

### 2009
- 2009年都柏林国际先锋录像节(IGVFest] / 都柏林，爱尔兰

- 《样板间》：失地 – WAZA(万杂)新影像作品展 样板间/北京

- 三十个中国内地流浪艺人的媒体生命 武汉东湖露天电影院旧址／中国

- 常态，美术文献艺术中心／中国

- 熱身 上海民生現代美術館的首展／上海

- 「城市的公共空間」，德中同行/ 中國

### 2010
- 你在哪，就在哪[11]，Big In China (BIC) & 美术文献艺术中心/ 中国

- FAT ART 2010 主题展[12], 今日美术馆 & 摩登天空／北京，中国

- 个人的面向[13]，阿拉里奥画廊／纽约，美国

- 798 雙年展，北京

- 社會青年媒體活動週，美术文献艺术中心/ 中国

### 2011
- 極端經驗，奧沙畫廊，香港

- 視覺總監，水立方《非凡中國》，VIVA China Sports, 北京，中國

- 瑞信銀行藝術大獎提名2011

## 來源
1. ↑  .   [2019-12-21]. （原始内容存档于2018-09-29）.
2. ↑  .   [2010-04-30]. （原始内容存档于2011-02-20）.
3. ↑  .   [2010-04-30]. （原始内容存档于2010-05-15）.
4. ↑  .   [2010-04-28]. （原始内容存档于2022-01-02）.
5. ↑  .   [2010-04-30]. （原始内容存档于2010-04-14）.
6. ↑  .   [2010-04-30]. （原始内容存档于2012-07-23）.
7. ↑  .   [2010-04-30]. （原始内容存档于2010-05-07）.
8. ↑  .[永久]
9. ↑  .[永久]
10. ↑  .   [2010-04-30]. （原始内容存档于2010-04-02）.
11. ↑  .[永久]
12. ↑  .   [2010-04-30]. （原始内容存档于2012-03-21）.
13. ↑  .   [2010-08-03]. （原始内容存档于2011-05-04）.